# Gentianopsis ciliata
Gentianopsis ciliata là một loài thực vật có hoa trong họ Long đởm. Loài này được (L.) Ma mô tả khoa học đầu tiên năm 1951.